# 帕皮尼亚努斯
帕皮尼亚努斯（英語：Aemilius Papinianus），（142年—212年）。古罗马法学家与禁卫军将领。出生于叙利亚，早年事迹鲜为人知，通常被视为罗马法学家中最伟大的人。
他曾经担任过皇帝文书处负责人个人请愿部门的领导人，从公元203年到212年，他担任在帝国最有权势的职位，即皇帝卫队队长（Prefect of the Praetorian Guard）。 公元212年被卡拉卡拉处死。 
他的作品罕有传世。